# Edgar Manyak
Edgar Manyak (* 1967 in Hermannstadt, Rumänien) ist ein in Rumänien geborener Musiker.

## Leben

### Ausbildung
Seinen ersten Unterricht erhielt er mit 10 Jahren bei seinem Vater. Nach seiner Übersiedlung nach Deutschland war Manyak Privatschüler bei dem deutschen Komponisten, Musikpädagogen und Dirigenten Richard Zettler. Im Jahr 1989 begann Manyak sein Studium an der Universität der Künste Berlin bei Professor Johann Doms (* 24. April 1923; † 7. Januar 2011). Im Folgejahr 1990 wechselte er an die Hochschule für Musik Trossingen und Hochschule für Musik Freiburg um bei Professor Branimir Slokar (* 1946) zu studieren. 1994 schloss Edgar Manyak sein Orchesterdiplom ab. Es folgte ein künstlerisches Aufbaustudium.

### Musikerkarriere
Nach mehrjähriger kammermusikalischer Tätigkeit, unter anderem im Slokar Posaunenquartett, wurde er 1996 beim Rundfunk-Sinfonie-Orchester Berlin engagiert. Von 2005 bis 2006 war er Solo-Posaunist der Sächsischen Staatskapelle Dresden.

### Lehrtätigkeit
Im Jahr 2000 übernahm Manyak einen Lehrauftrag an der Staatlichen Hochschule für Musik Franz Liszt Weimar. Diese übte er bis zum Jahr 2003 aus. Im Jahr 2001 übernahm er die Professurvertretung für Branimir Slokar an der Staatlichen Hochschule für Musik Freiburg. Im Jahr 2007 war Manyak Dozent beim Pacific Music Festival in Sapporo, Japan. Seit 2008 ist er Professor an der Hochschule für Musik in Basel.

## Auszeichnungen
Mit 19 Jahren erhielt er den ersten Preis und wurde Bundessieger für Posaune beim deutschen Wettbewerb Jugend musiziert. 1992 war er Finalist beim Internationalen Wettbewerb für Posaune „Prager Frühling“ und erhielt 1993 den 1. Preis beim Internationalen Posaunenwettbewerb der Internationalen Posaunenvereinigung in Berlin.